# Época pre-code

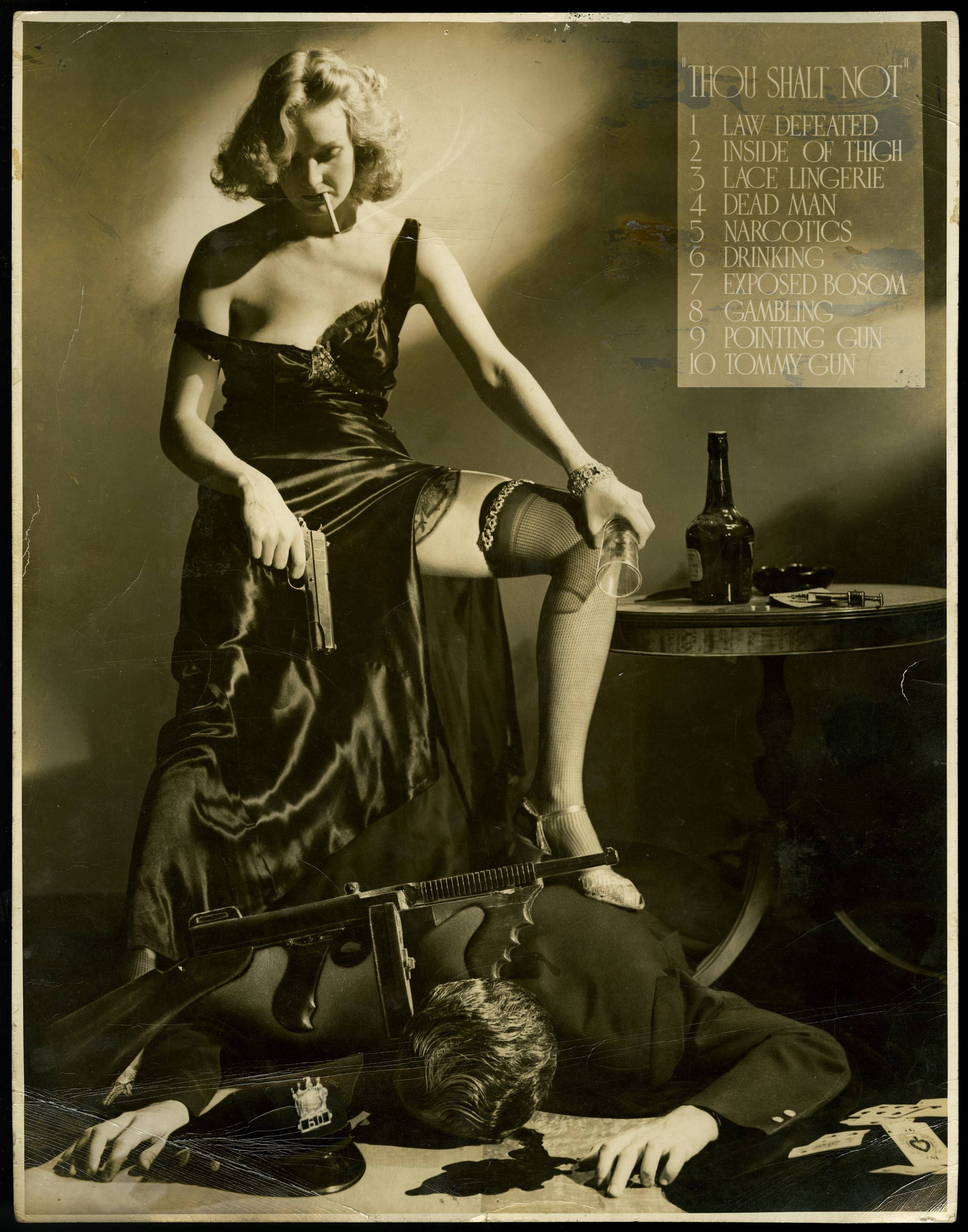
Thou Shalt Not, fotografía de 1940 por en, mostrando elementos que han sido prohibidos por el Código Hays.

La época pre-code del cine estadounidense es el breve periodo comprendido entre la introducción del sonido, finales de los años veinte, y la aplicación del Código de Producción de Películas (Motion Picture Production Code, más conocido como «código Hays»), que recogía las directrices de censura. Aunque el código fue adoptado en 1930, el proceso de supervisión era deficiente y no se aplicó de forma rigurosa hasta el 1 de julio de 1934. Antes de esa fecha, el contenido de las películas estaba más restringido por regulaciones locales, por negociaciones entre el Comité de Relaciones Cinematográficas (Studio Relations Commitee) y los grandes estudios y por la opinión popular, que por el código Hays, muy a menudo ignorado por los productores de Hollywood.
Como resultado, a finales de la década de los veinte y principios de los treinta, las películas incluían o mostraban insinuaciones sexuales, lenguaje vulgar, relaciones interraciales, consumo de drogas ilegales, promiscuidad, infidelidad, aborto, violencia intensa y homosexualidad (aunque, por supuesto, no con la explicitud, lenguaje obsceno y palabras soeces aceptados en el cine desde las últimas décadas XX). Las figuras femeninas fuertes dominaban películas como Hembra (Female), Carita de ángel (Baby Face) y La pelirroja (Red-Headed Woman); los gánsteres de El enemigo público (The Public Enemy), El pequeño César / Hampa dorada (Little Caesar, 1931) y Scarface, el terror del hampa (Scarface) parecían más bien héroes que villanos. Además de personajes femeninos fuertes, las películas mostraban aspectos de índole femenina que no serían retomados hasta mucho después en las pantallas estadounidenses. Los personajes malvados sacaban provecho de sus acciones, a veces sin mayores repercusiones. Tal libertad de tono no volvería a recuperarse hasta los años 1960. Muchas de las grandes estrellas de Hollywood como Clark Gable, Barbara Stanwyck y Edward G. Robinson dieron sus primeros pasos en esa época. Sin embargo, otras estrellas que triunfaron en este periodo, como Ruth Chatterton, Lyle Talbot y Warren William (alias «el rey de la época pre-code») quedaron en el olvido del público general en solo una generación.
Desde finales de 1933 hasta la primera mitad de 1934, el clero católico de Estados Unidos lanzó una campaña en contra de lo que este colectivo consideraba «la inmoralidad del cine estadounidense». Eso, junto con las investigaciones sociales de aquel momento (que indicaban que las denominadas películas «malas» podrían fomentar los malos comportamientos) y la posibilidad de que el Gobierno controlase la censura cinematográfica, ejerció la presión necesaria para que los estudios aceptaran una mayor supervisión.

## Creación y contenido del código

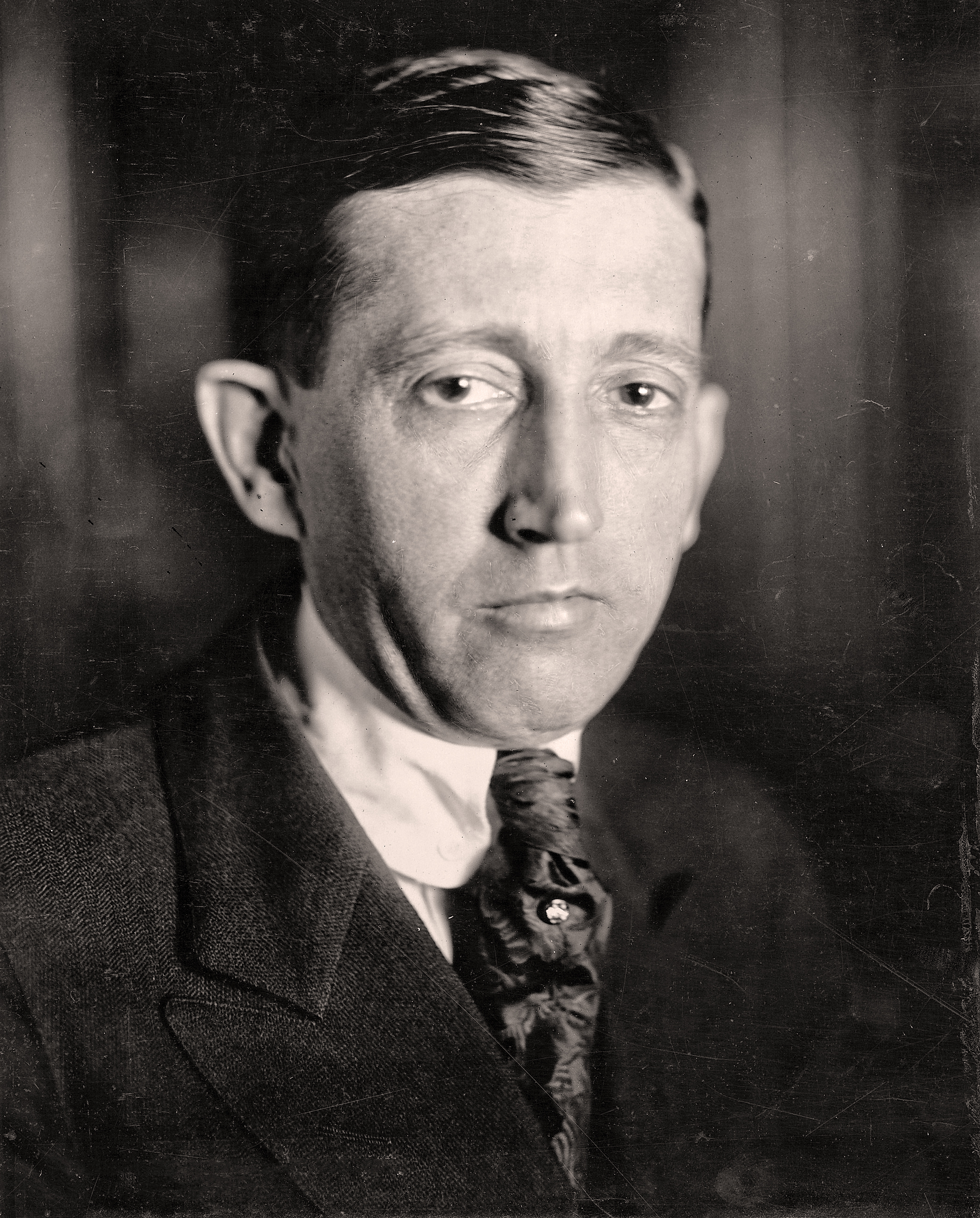
Will H. Hays fue contratado por los estudios de Hollywood en 1922 para limpiar la imagen de estos, dañada por los escándalos protagonizados por los actores.

En 1929, Martin Quigley, editor laico católico de la revista cinematográfica Motion Picture Herald, y el presbítero jesuita Daniel A. Lord, redactaron un código de normas cinematográficas (que agradó mucho a Hays) y lo presentaron a los estudios. El sacerdote se mostró preocupado por los supuestos efectos negativos que el cine sonoro pudiera tener sobre los jóvenes, que, según él, eran más susceptibles de sucumbir a los encantos del celuloide. En febrero de 1930, varios directivos ─entre los que se encontraba Irving Thalberg de Metro-Goldwyn-Mayer (MGM)─ se reunieron con el padre Lord y con Quigley y, después de algunas revisiones, suscribieron las estipulaciones del código. Uno de los motivos principales que impulsaron la aceptación del código fue evitar la intervención directa del Gobierno. La organización Studio Relations Commitee (SRC), presidida por el coronel Jason S. Joy, era la encargada de supervisar la producción cinematográfica, así como de informar a los estudios de las modificaciones y los cortes impuestos.
El código estaba dividido en dos partes: la primera parte comprendía una serie de «principios generales», la mayoría de ellos relacionados con aspectos morales, mientras que la segunda parte hacía referencia a una serie de «normas específicas» (lista de contenidos que no podían representarse). Algunas restricciones, como la prohibición de la homosexualidad y el empleo de un vocabulario injurioso, no se mencionaban explícitamente pero se deducían sin una alusión directa. El código prohibía, también, el mestizaje (relaciones interraciales) y determinaba que la calificación «solo para adultos» sería una estrategia poco efectiva y ambigua que podría dificultar su aplicación. Sin embargo, permitía «a los adultos entender y reconocer con facilidad, sin perjuicio de la legalidad, aquellos aspectos que influyeran de forma negativa en el comportamiento de los jóvenes» y contemplaba «la posibilidad de producir películas inspiradas en pensamientos criminales» siempre y cuando los hechos estuvieran implícitos y los jóvenes supervisados.

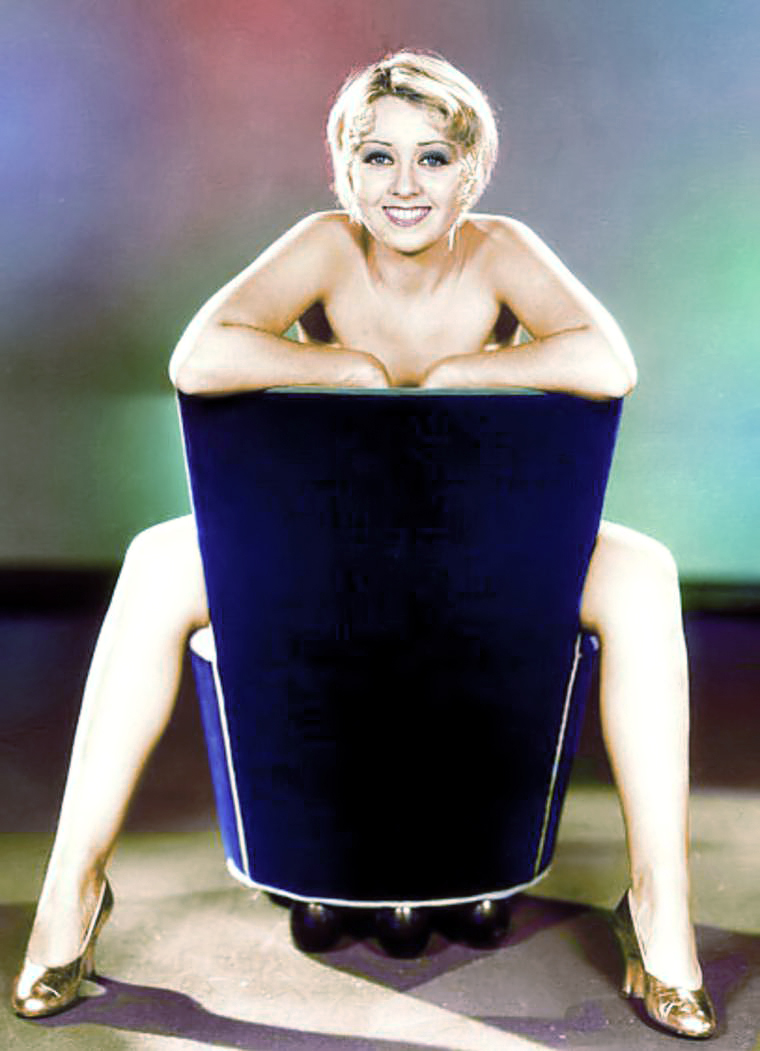
Fotografía promocional de Joan Blondell, que se prohibió bajo la aplicación del «código publicitario» de 1932.

El código no solo determinaba aquello susceptible de exhibirse en pantalla, sino que, además, defendía los valores tradicionales. Las relaciones extramatrimoniales no podían escenificarse como atractivas, de modo que pudieran levantar pasiones, ni tampoco representarse como adecuadas. Todas las acciones delictivas debían castigarse: ni el crimen ni el criminal podrían suscitar compasión alguna por parte del público. La figura de la autoridad debía tratarse con respeto y el clero no podía representarse en tono cómico o pérfido. Sin embargo, en determinadas circunstancias, los políticos, la policía y los jueces podían cometer delitos, siempre y cuando quedara claro que se trataba de una excepción a la regla. El documento íntegro incluía matices católicos y estipulaba que el séptimo arte debía manejarse con cuidado para evitar «conductas inmorales» y evidenciar así que su «profundo sentido moral» era indiscutible. Al principio, la influencia católica se mantuvo en secreto. El mensaje repetido a lo largo del código era: «De principio a fin, el público capta con toda certeza que lo malo es castigado y lo bueno es recompensado». El código incluía un anexo ─Código publicitario─ que regulaba los textos y las imágenes publicitarios.

## Aplicación del código
El 19 de febrero de 1930, el semanario Variety publicó los contenidos íntegros del código y vaticinó que los criterios de censura que este recogía quedarían en breve obsoletos. Los hombres encargados de aplicar el código, Jason Joy, director del Comité hasta 1932, y su sucesor, el Dr. James Wingate, no fueron del todo eficientes. La primera película que se revisó, El ángel azul (The Blue Angel), autorizada por Joy sin verificarla, fue catalogada como indecente por un interventor de California. A pesar de que hubo diversos casos donde Joy negoció los recortes, y, en efecto, hubo restricciones firmes pero maleables, un importante número de escenas morbosas continuaron viendo la luz. Joy tenía que revisar 500 películas al año con una plantilla escasa y con poca autoridad. En 1930, la agencia Hays no tenía autoridad suficiente para exigir que los estudios eliminaran contenidos de las películas: tan solo exponía sus motivos y, a veces, incluso suplicaba que le hicieran caso. Y para colmo, el curso de las peticiones, en última instancia, hizo que la responsabilidad de adoptar una decisión quedara, al final, en manos de los propios estudios.
Uno de los motivos por los que se rechazó el código fue el hecho de que algunos consideraron esa censura puritana. Este fue un período en el cual, en ocasiones, se ridiculizó la época victoriana por su perfil ingenuo y retrógrado. Cuando el código se publicó, el diario liberal The Nation lo criticó ferozmente. La publicación manifestó que si el crimen nunca se escenificaba bajo una perspectiva benévola, acontecimientos como el «motín del té» (en inglés, Boston Tea Party) no se podían representar. Y si la Iglesia siempre era ejemplar, entonces la hipocresía era incuestionable. La revista Outlook opinaba lo mismo pero, a diferencia de Variety, desde un principio predijo que el código sería difícil de aplicar. Además, la Gran Depresión de los años treinta empujó a muchos estudios a hacer lo imposible por obtener ingresos. Y, como las películas indecentes y violentas eran un éxito de taquilla, parecía sensato centrarse en su producción. Rápidamente, el incumplimiento de la normativa se convirtió en un secreto a voces. En 1931, el diario cinematográfico The Hollywood Reporter se burló del reglamento y en 1933 Variety hizo lo mismo. El mismo año de la publicación del artículo de Variety, un famoso guionista afirmó: «El código moralista Hays ya ni siquiera hace gracia; es agua pasada».